# Branimir

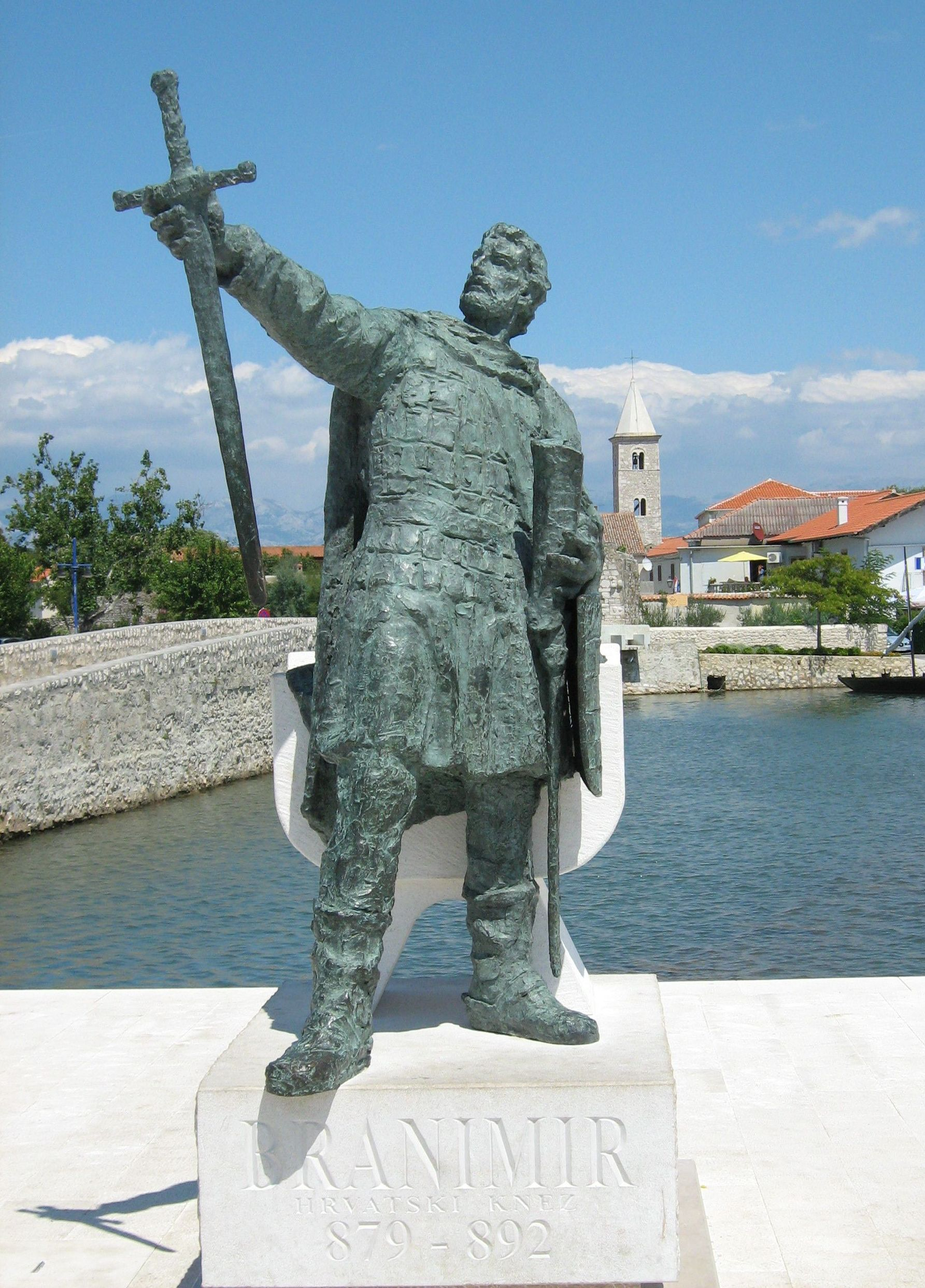
Denkmal für Branimir in Nin (Kroatien)

Branimir (lateinisch Branimirus, Branimerus, Brannimerus, Breanimir, Brenamir; † um 892) war ein südslawischer Knes (lateinisch dux ‚Fürst‘) und herrschte von 879 bis zu seinem Tod um 892 über das Herzogtum Kroatien, das sogenannte Dalmatinische Kroatien. Einige Historiker sind der Meinung, dass er ein Mitglied des Hauses Domagojević gewesen sein könnte, insbesondere einer der Söhne des Stammvaters Domagoj.

## Leben
Branimirs setzte seinen Vorgänger Zdeslav aus dem Haus Trpimirović ab, der ein Jahr zuvor mit byzantinischer Unterstützung an die Macht gekommen war, und tötete diesen. Da Zdeslav mit Basileios I. verbündet war, wandte sich Branimir an den Papst Johannes VIII. mit der Bitte um Anerkennung seiner Regierung. Dieser begrüßte die Änderung der Machtverhältnisse als Rückkehr in den Schoß der römischen Kirche und will nach dem Siege Branimirs feierlich im Petersdom das kroatische Volk und seinen Fürsten gesegnet haben. Obgleich er so Kroatien dauerhaft an die Westkirche binden konnte, ist die Entscheidung Branimirs für Rom nicht als überwiegend religiöser Akt anzusehen.
„Ernste Gefahr für Branimir bedeutete die Verbindung Venedigs mit den Franken unter Karl dem Dicken, die zum Ziel die Verdrängung der Kroaten von der Adriaküste hatte. Der Angriff Venedigs schlug jedoch fehl und so zahlte es, wie schon die byzantinischen Städte Dalmatiens, an Branimir den ‚tributum pacis‘, um sich die Sicherheit des Adriahandels zu erkaufen.“ (Frank Kämpfer: Biographisches Lexikon zur Geschichte Südosteuropas)
Sein genaues Todesdatum sowie die genauen Todesumstände sind unbekannt. Lediglich bei Iohannis Timerius bilealde findet sich die Legende, Branimir habe nach einem Gelage mit fränkischen Abgesandten Karls des III. im Katzenjammer das Wasser der Adria getrunken, über die er gegenüber Venedig die Kontrolle behaupten konnte. Daraufhin sei er verstorben. Diese Version verweist bereits Erik Krznoski ins Reich der Legenden und stellte die Parallelen zum Tod des illyrischen Königs Agron aufgrund übermäßigen Alkoholkonsums anlässlich eines Sieges heraus.

## Spuren
Der Name Branimir findet sich insgesamt auf vier Steininschriften, auf einer aus dem Jahre 888 wird er mit dem Titel dux angesprochen.
| Steininschrift mit dem Namen Branimirs aus St.-Michaels-Kirche in Nin | Ausstellungsstücke zu Fürst Branimir in Zadar |